# Terry Francona
Terry Jonathon « Tito » Francona (né le 22 avril 1959 à Aberdeen, Dakota du Sud, États-Unis) est l'actuel manager des Guardians de Cleveland de la Ligue majeure de baseball.
Ancien joueur de baseball, il évolue dans les majeures comme premier but et voltigeur de 1981 à 1990. Il a occupé le poste de gérant des Phillies de Philadelphie de 1997 à 2000, puis des Red Sox de Boston de 2004 à 2011. À sa première année, il mène les Red Sox à leur première conquête de la Série mondiale en 86 ans et les dirige vers un autre titre trois ans plus tard. Francona est nommé gérant de l'année en Ligue américaine à sa première saison à la barre des Indians en 2013, puis en 2016 lorsqu'il mène Cleveland au titre de la Ligue américaine.
Il est le fils de Tito Francona, qui a joué dans la Ligue majeure de 1956 à 1970. Terry Francona est parfois appelé « Tito », un surnom qui lui a été donné par les coéquipiers de son père lorsque, enfant, il l'accompagnait au stade.

## Biographie

### Entraîneur

#### Red Sox de Boston

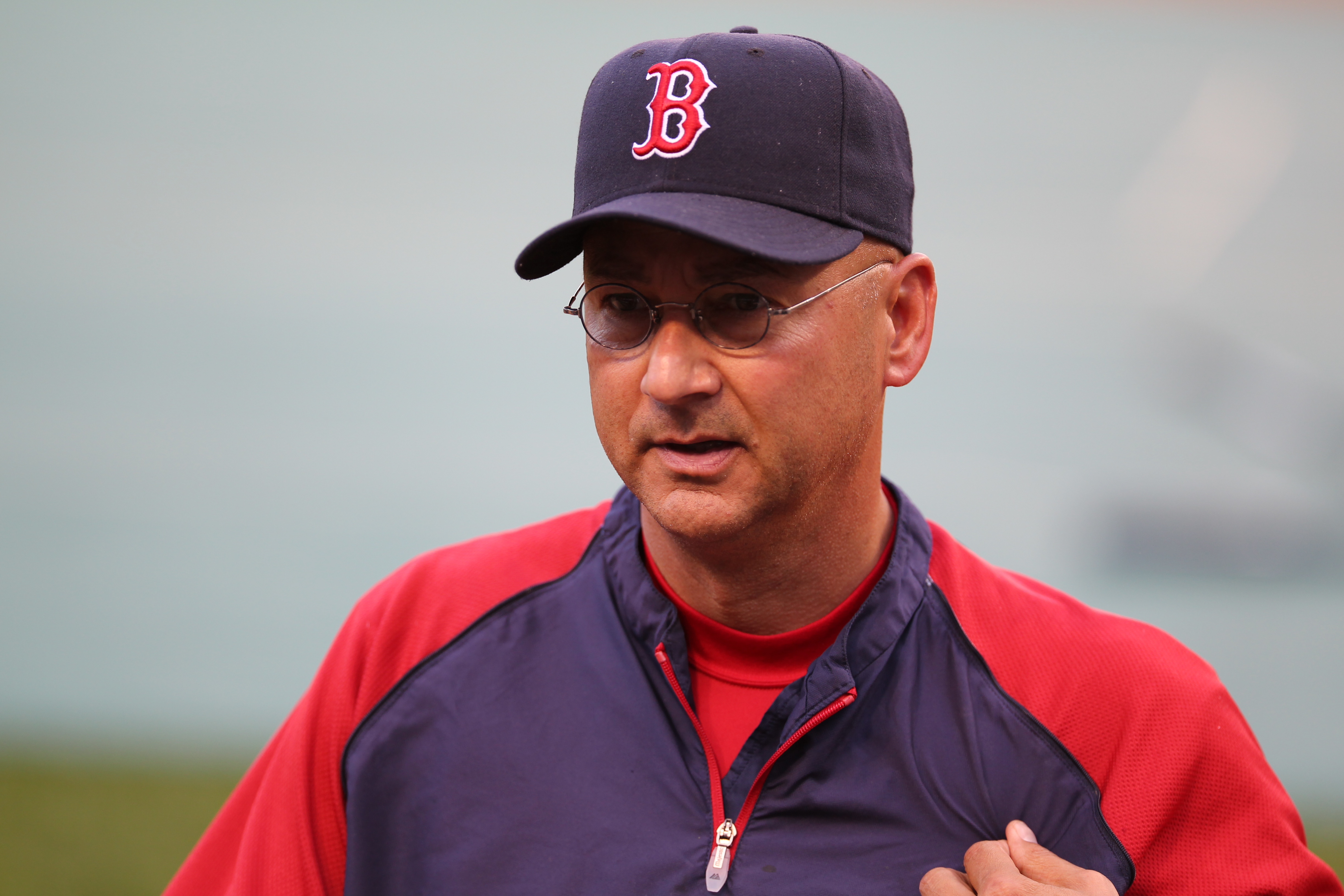
Terry Francona en 2011 avec les Red Sox de Boston.

En décembre 2003, Francona succède à Grady Little comme gérant des Red Sox de Boston. 
Francona mène les Red Sox à la conquête de la Série mondiale 2004, à sa première année à la barre du club. Il s'agit du premier titre des Red Sox en 86 ans. Boston remporte également la Série mondiale 2007. Francona dirige le club pendant huit saisons, pendant lesquelles les Sox remportent 774 victoires en 1296 parties, pour un pourcentage de victoires de ,574. 
En 2011, les Red Sox perdent une avance de neuf parties sur les Rays de Tampa Bay en seulement 29 jours et glissent en troisième place de la division Est, ratant les séries éliminatoires, au dernier jour du calendrier régulier. Le lendemain, 30 septembre, l'équipe annonce que Francona ne retrouvera pas ses fonctions au printemps 2012.

#### Indians de Cleveland
Le 6 octobre 2012, Francona est nommé manager des Indians de Cleveland. Il succède à Sandy Alomar, Jr.. Pour sa première année à la tête de l'équipe, les Indians gagnent 92 matchs contre 70 défaites et ne terminent qu'un match derrière les champions de la division Centrale, Détroit. C'est leur première saison gagnante depuis 2007 et leur première qualification en éliminatoires depuis la même année. Les Indians perdent cependant à Cleveland le match de meilleur deuxième aux mains des Rays de Tampa Bay. Il est nommé manager de l'année 2013 dans la Ligue américaine.
Cleveland enchaîne en 2014 une autre saison gagnante. Mais leurs 85 succès, contre 77 défaites, ne suffisent pas à qualifier à nouveau les Indians pour les éliminatoires et ils se contentent du 3e rang de la section Centrale.
Le 4 novembre 2014, le contrat de Francona avec les Indians est prolongé pour inclure les saisons 2017 et 2018, ainsi que des années d'option (2019 et 2020).
Francona est nommé en 2016 le gérant de l'année dans la Ligue américaine, un honneur qu'il reçoit pour la seconde fois en quatre saisons. Après 94 victoires en saison régulière, les Indians de Francona gagnent leur premier titre de la Ligue américaine depuis 1997 et atteignent la Série mondiale 2016, qu'ils perdent 4 matchs à 3 devant les Cubs de Chicago.
Le 6 juillet 2017, Francona subit une chirurgie cardiaque après avoir été hospitalisé pour des problèmes causés par de l'arythmie. En congé de maladie, il est remplacé par son adjoint Brad Mills comme gérant de l'équipe de la Ligue américaine au match d'étoiles du 11 juillet 2017 à Miami et prévoit revenir à la barre de Cleveland après la partie d'étoiles.

## Statistiques

### Entraîneur
| Équipe | Saison | Saison régulière | Saison régulière | Saison régulière | Saison régulière                      |  | Séries éliminatoires | Séries éliminatoires | Séries éliminatoires | Séries éliminatoires           |
| Équipe | Saison | Vic.             | Déf.             | % Vic.           | Place                                 |  | Vic.                 | Déf.                 | % Vic.               | Résultats                      |
| PHI    | 1997   | 68               | 94               | 0,419            | 5e NL Est                             |  | -                    | -                    | -                    |                                |
| PHI    | 1998   | 75               | 87               | 0,462            | 3e NL Est                             |  | -                    | -                    | -                    |                                |
| PHI    | 1999   | 77               | 85               | 0,475            | 3e NL Est                             |  | -                    | -                    | -                    |                                |
| PHI    | 2000   | 65               | 97               | 0,401            | 5e NL Est                             |  | -                    | -                    | -                    |                                |
| BOS    | 2004   | 98               | 64               | 0,604            | 2e AL Est                             |  | 11                   | 3                    | 0,785                | Vainqueur de la Série mondiale |
| BOS    | 2005   | 95               | 67               | 0,586            | 2e AL Est                             |  | 0                    | 3                    | 0,000                | Perdu en ALDS                  |
| BOS    | 2006   | 86               | 76               | 0,530            | 3e AL Est                             |  | -                    | -                    | -                    |                                |
| BOS    | 2007   | 96               | 66               | 0,592            | 1e AL Est                             |  | 11                   | 3                    | 0,785                | Vainqueur de la Série mondiale |
| BOS    | 2008   | 95               | 67               | 0,586            | 2e AL Est                             |  | 6                    | 5                    | 0,545                | Perdu en ALCS                  |
| BOS    | 2009   | 27               | 19               | 0,587            | 1e AL Est                             |  | -                    | -                    | -                    |                                |
| Totaux | Totaux | 782              | 722              | 0,520            | 1 Championnat de division 3 Wild Card |  | 28                   | 14                   | 0,666                | 2 Séries mondiales             |